# Paul Seguin
Paul Seguin (Magdeburg, 1995. március 29. –) német utánpótlás válogatott labdarúgó, a Hertha BSC játékosa.

## Pályafutása

### Klubcsapatokban
Pályafutását az 1.FC Lok Stendal csapatában kezdte, majd 2007 nyarán a VfL Wolfsburg akadémiájához csatlakozott. 2014. augusztus 24-én debütált a német negyedosztályban a második csapat színeiben a Hamburger SV II csapata elleni bajnokin. December 6-án megszerezte első gólját az VfR Neumünster ellen. 2015. március 4-én a felnőttek között is debütált, az RB Leipzig elleni kupa mérkőzésen Kevin De Bruyne cseréjeként. 2017. augusztus 30-án egyéves kölcsönszerződés keretében a másodosztályú Dynamo Dresdenhez került. 2019. január 17-én kölcsönadták a Greuther Fürthnek a szezon hátralévő részére, opciós vételi joggal. Május 7-én megerősítették, hogy a Fürth úgy döntött, él az opcióval, és hároméves szerződést írt alá a klubbal.
2023. június 21-én hároméves szerződést írt alá a Schalke 04 csapatával. 2025. június 18-án 2027. június 30-ig szóló szerződést írt alá a Hertha BSC csapatával.

### A válogatottban
2015-ben a német U20-as labdarúgó-válogatottban a lengyel U20-as válogatott ellen a kispadon szerepelt, de pályára nem lépett. A német U21-es labdarúgó-válogatottban a török U21-es labdarúgó-válogatott ellen kezdőként debütált.

## Statisztika
| Klub információ       | Klub információ       | Klub információ       | Bajnokság | Bajnokság | Kupa      | Kupa      | Nemzetközi | Nemzetközi | Összesen | Összesen |
| Szezon                | Klub                  | Bajnokság             | Mérk.     | Gól       | Mérk.     | Gól       | Mérk.      | Gól        | Mérk.    | Gól      |
| Németország           | Németország           | Németország           | Bajnokság | Bajnokság | DFB-Pokal | DFB-Pokal | UEFA       | UEFA       | Összesen | Összesen |
| --------------------- | --------------------- | --------------------- | --------- | --------- | --------- | --------- | ---------- | ---------- | -------- | -------- |
| 2014–15               | VfL Wolfsburg II      | Regionalliga Nord     | 20        | 3         | —         | —         | —          | —          | 20       | 3        |
| 2015–16               | VfL Wolfsburg II      | Regionalliga Nord     | 20        | 4         | —         | —         | —          | —          | 20       | 4        |
| 2013–14               | VfL Wolfsburg         | Bundesliga            | 0         | 0         | 1         | 0         | 0          | 0          | 1        | 0        |
| 2014–15               | VfL Wolfsburg         | Bundesliga            | 0         | 0         | 1         | 0         | 0          | 0          | 1        | 0        |
| 2015–16               | VfL Wolfsburg         | Bundesliga            | 4         | 0         | 0         | 0         | 0          | 0          | 4        | 0        |
| 2016–17               | VfL Wolfsburg         | Bundesliga            | 8         | 0         | 1         | 0         | 0          | 0          | 9        | 0        |
| Összesen              | Németország           | Németország           | 52        | 7         | 2         | 0         | 0          | 0          | 54       | 7        |
| Karrier teljesítménye | Karrier teljesítménye | Karrier teljesítménye | 52        | 7         | 2         | 0         | 0          | 0          | 54       | 7        |

## Sikerei, díjai
VfL Wolfsburg
- Német kupa: 2014–15
- Német szuperkupa: 2015

## Család
Apja, Wolfgang Seguin egykori válogatott játékos, aki pályafutása során csak az 1. FC Magdeburg csapatának volt  a játékosa. Testvére, Norman Seguin kisebb német csapatokban szerepelt.